# Irwin Allen
Irwin Allen, född 12 juni 1916 i New York i delstaten New York, död 2 november 1991 i Santa Monica i Kalifornien, var en amerikansk filmproducent och regissör. Allen blev känd som "Master of Disaster" för sitt arbete inom katastroffilmsgenren. Hans mest framgångsrika produktioner var SOS Poseidon (1972) och Skyskrapan brinner! (1974). Allen skapade även flera populära 1960-tals science fiction-serier, däribland Voyage to the Bottom of the Sea, Lost in Space, The Time Tunnel och Land of the Giants.

## Filmografi i urval
- 1951 – Miljonär för en dag (producent)
- 1952 – En flicka i varje hamn (producent)
- 1954 – På farligt uppdrag
- 1956 – The Animal World (manus, regi, producent)
- 1957 – The Story of Mankind (manus, regi, producent)
- 1959 – Sensation på circus (manus, producent)
- 1960 – En försvunnen värld (manus, regi, producent)
- 1961 – SOS! Jorden brinner! (manus, regi, producent)
- 1962 – 5 veckor i ballong (manus, regi, producent)
- 1964–1968 – Voyage to the Bottom of the Sea (TV-serie) (producent)
- 1965–1968 – Lost in Space (TV-serie) (producent)
- 1966–1967 – The Time Tunnel (TV-serie) (producent)
- 1968–1970 – Land of the Giants (TV-serie) (producent)
- 1972 – SOS Poseidon (producent)
- 1974 – Skyskrapan brinner! (producent)
- 1975 – Adventures of the Queen (producent)
- 1975–1976 – The Swiss Family Robinson (TV-serie) (producent)
- 1976 – Helvetesfloden (producent)
- 1977 – Det flammande helvetet (producent)
- 1978 – Katastrofplats Houston (regi, producent)
- 1979 – Hanging by a Thread (producent)
- 1979 – Poseidons hemlighet (regi, producent)
- 1980 – The Memory of Eva Ryker (producent)
- 1980 – I sista sekunden (producent)
- 1981–1982 – Code Red (TV-serie) (producent)
- 1983 – The Night the Bridge Fell Down (producent)
- 1983 – Cave-In! (producent)
- 1985 – Alice in Wonderland (producent)